# Karl Ristikivi
Karl Ristikivi (Läänemaa, 16 de outubro de 1912 - Estocolmo, 19 de julho de 1977) foi um escritor estoniano. Ele está entre os melhores escritores estonianos devido a seus romances históricos. Embora ele tenha publicado apenas uma coleção de poemas durante a sua vida, A Jornada (Espiritual) de um Homem, ele é considerado um dos melhores poetas estonianos ao lado de Gustav Suits e Heiti Talvik.

## Educação
A vida e trabalho de Karl Ristikivi estão cheio de paradoxos. Ele nasceu, fora do matrimônio, em uma fazenda pobre na região de Lääne em 1912, formou-se em Geografia pela Universidade de Tartu (cum laude) em 1941 e tornou-se um escritor reconhecido ao publicar o romance Fogo e Ferro (Tuli ja raud) em 1938.

## O exílio
Ristikivi viajou para a Finlândia em 1943, e no ano seguinte foi para a Suécia. A opressão e a falta de liberdade naquele tempo na Estônia eram inaceitáveis à natureza pacífica de Ristikivi. A condição de um exílio político foi então o resultado de sua livre escolha. Ele ficou fora de sua pátria ocupada até a sua morte em 1977, embora ele fosse frequentemente convidado a voltar. 

## Obras selecionadas
- "Lendav maailm" (1935)
- "Semud" (1936)
- "Sellid" (1938)
- "Sinine liblikas" (1936)
- "Viikingite jälgedes" (1936)

A Trilogia de Tallinn:
- "Tuli ja raud" (1938) (Fogo e Ferro)
- "Õige mehe koda" (1940)
- "Rohtaed" (1942)

Obras no exílio:
- "Kõik mis kunagi oli" (1946) (Tudo o que sempre foi)
- "Ei juhtunud midagi" (1947) (Nada aconteceu)
- "Hingede öö" (1953) (Todas as Almas da Noite)
- "Põlev lipp" (1961) (A Bandeira Ardente)
- "Viimne linn" (1962) (A Última Cidadela)
- "Surma ratsanikud" (1963) (Cavaleiros da Morte)
- Trilogia biográfica – "Mõrsjalinik" (1965) (O Véu Nupcial), "Rõõmulaul" (1966) (Canção da Alegria), "Nõiduse õpilane" (Aprendiz de Feiticeiro) (1967)
- Trilogia – "Õilsad südamed ehk Kaks sõpra Firenzes" (1970), "Lohe hambad" (Os Dentes do Dragão) (1970), "Kahekordne mäng" (Jogo Duplo) (1972)
- Trilogia de romances utópicos - "Imede saar" (Ilha das Maravilhas) (1964), "Sigtuna väravad" (1968) e "Rooma päevik" (Um Diário Romano) (1976).

Coleção de poesias:
- "Inimese teekond" (1972) (A Jornada do Homem)